# Eiskunstlauf-Weltmeisterschaften 1909
Die 14. Eiskunstlauf-Weltmeisterschaften fanden für die Herren- und Paarkonkurrenz am 7. und 8. Februar 1909 in Stockholm (Schweden) und für die Damenkonkurrenz am 23. und 24. Januar in Budapest (Transleithanien) statt.

## Ergebnisse

### Herren
| Platz | Sportler          | Land       |
| ----- | ----------------- | ---------- |
| 1     | Ulrich Salchow    | Schweden   |
| 2     | Per Thorén        | Schweden   |
| 3     | Ernst Herz        | Österreich |
| 4     | Richard Johansson | Schweden   |
| 5     | Fjodor Datlin     | Russland   |

Punktrichter waren:
- G. Helfrich  Deutsches Reich
- R. Sundgrén  Großfürstentum Finnland
- O. C. Thorstensen  Norwegen
- N. Hörle  Schweden
- O. Sampe  Schweden

### Damen
| Platz | Sportlerin      | Land   |
| ----- | --------------- | ------ |
| 1     | Lily Kronberger | Ungarn |

Punktrichter waren:
- C. Fillunger  Österreich
- G. Helfrich  Deutsches Reich
- N. Hörle  Schweden
- L. Niedermeyer  Deutsches Reich
- Oskar Uhlig  Deutsches Reich

### Paare
| Platz | Sportler                           | Land                   |
| ----- | ---------------------------------- | ---------------------- |
| 1     | Phyllis Johnson / James H. Johnson | Vereinigtes Königreich |
| 2     | Valborg Lindahl / Nils Rosenius    | Schweden               |
| 3     | Gertrud Ström / Richard Johansson  | Schweden               |
| 4     | Mimi Grømer / Karl Erikson         | Norwegen               |
| 5     | Alexia Schøien / Yngvar Bryn       | Norwegen               |

Punktrichter waren:
- G. Helfrich  Deutsches Reich
- R. Sundgrén  Großfürstentum Finnland
- O. C. Thorstensen  Norwegen
- A. Anderberg  Schweden
- Otto Petterson  Schweden

## Medaillenspiegel
| Platz | Land                   | Gold | Silber | Bronze | Gesamt |
| ----- | ---------------------- | ---- | ------ | ------ | ------ |
| 1     | Schweden               | 1    | 2      | 1      | 4      |
| 2     | Vereinigtes Königreich | 1    | –      | –      | 1      |
| 2     | Ungarn                 | 1    | –      | –      | 1      |
| 4     | Österreich             | –    | –      | 1      | 1      |

## Quelle
- World figure skating championships 1900–1909 (men). Skatabase, archiviert vom Original am 11. Oktober 2008; abgerufen am 22. Mai 2018 (englisch).
- World figure skating championships 1906–1914 (ladies). Skatabase, archiviert vom Original am 4. Dezember 2008; abgerufen am 22. Mai 2018 (englisch).
- World figure skating championships 1908–1914 (pairs). Skatabase, archiviert vom Original am 4. Dezember 2008; abgerufen am 22. Mai 2018 (englisch).